# Owamboland
Owamboland – bantustan w Afryce Południowo-Zachodniej, utworzony w 1968 roku dla ludu Owambo.
Owamboland obejmował powierzchnię 52 072 km² i był zamieszkany przez 239 000 ludzi. Jego stolicą była Ondangua.
Bantustan został zlikwidowany w maju 1989.

## Przywódcy Owambolandu
- 1968-1972 – Uushona Shiimi
- 1972-1975 – Filemon Elifas
- 1975-1981 – Cornelius Thuhageni Njoba
- 1981-1989 – Peter Kalangula